# Anfímaco (hijo de Ctéato)
En la mitología griega, Anfímaco (Ἀμφίμαχος / Amphímachos) fue un rey de los eleos, hijo del moliónida Ctéato y de Teronice, una hija del centauro Dexámeno. Cuando murieron los moliónidas y el hijo del rey Augías en una emboscada preparada por Heracles, Anfímaco fue uno de los tres correyes que se hicieron cargo del reino de Élide, junto a su primo Talpio y el hijo de Augías, Agástenes. Fue uno de los pretendientes de Helena que juraron defender siempre al marido que eligiese el padre de esta. Por ello, cuando Paris se la llevó a Troya, Anfímaco se unió al ejército reclutado por Menelao y acaudilló con diez naves a los eleos en el asedio a la ciudad que vendría a continuación. Junto a él, otros caudillos de los eleos eran Talpio, Diores, hijo de Amarinceo y Políxeno, hijo de Agástenes. En esta famosa guerra encontró Anfímaco la muerte a manos de Héctor, el hermano de Paris.